# Võ Đại Lang
Võ Đại Lang hay Vũ Đại Lang (tiếng Trung: 武大郎), là một nhân vật hư cấu trong tiểu thuyết cổ điển Trung Quốc Thủy hử của Thi Nại Am và trong Kim Bình Mai của Tiếu Tiếu Sinh.

## TrongThủy hử
Võ Đại Lang được tác phẩm miêu tả là một người lùn, xấu xí, được gọi là Tam thốn đinh nhưng hiền lành tốt bụng, bán bánh bao ở chợ. Cha mẹ mất sớm, ông nuôi em trai Võ Tòng khôn lớn. Vợ Võ Đại Lang là Phan Kim Liên là một người đàn bà đẹp và lẳng lơ, đã tư thông với Tây Môn Khánh, một nhân vật nổi tiếng hoang dâm vô độ. Dù biết nhưng Võ Đại Lang vẫn im lặng nhịn cho qua nhưng lại bị Phan Kim Liên và Tây Môn Khánh thông đồng hạ độc. Võ Tòng sau khi lo an táng cho anh mình xong, giết chết Tây Môn Khánh và Phan Kim Liên để tế lễ anh trai mình.

## Thông tin bịa đặt
Năm 1992, gia tộc họ Vũ (Võ) ở huyện Thanh Hà, Hình Đài cho sau khi tu sửa một số ngôi mộ hoang được cho là của tiến sĩ Vũ Thực (Võ Thực) và người vợ họ Phan. Năm 1996, gia tộc này dựng một tấm bia có nội dung kể về tiểu sử tổ tiên Vũ Thực có nội dung:
| “ | Vũ công húy là Thực, tự Điền Lĩnh, thuở nhỏ gọi là Đại Lang, tuổi già tôn xưng Tứ Lão. Phu nhân của công họ Phan, danh môn thục viện. Công tổ tiên đời đời sống ở quận Tấn Dương, là hậu duệ của Vũ Đinh, sau dời sang trang Khổng Tống, huyện Thanh Hà (nay là Vũ gia thôn) định cư, Công mồ côi cha từ nhỏ, gắn bó với mẹ, cơm áo không đủ no. Từ nhỏ thông minh, sùng văn thượng võ, thích đọc thi thư, đến trung niên đỗ tiến sĩ, quan đến thất phẩm, lấy lợi trừ hại, thanh liêm công minh, hương dân đều kính yêu. Nhưng năm tháng đằng đẵng tang thương, danh tiết bị vô cứ phỉ báng, cổ mộ bị cướp phá, khiến lương sĩ hiền phụ nuốt hận nơi chín suối, than thay. Nay sửa chữa mộ thất, tìm lại chính danh, an ủi Vũ công, để cho hậu nhân ghi nhớ. | ” |

Sau đó, hai gia tộc gán tên Võ Đại Lang và Phan Kim Liên cho tổ tiên của họ là Võ Thực và Phan thị. Dựa trên tuyên bố của gia tộc này, "Võ Đại Lang" tên thật là Võ Thực, sống vào thời Vĩnh Lạc triều Minh, người thôn Võ Gia Na (xưa gọi là Khổng Tống trang) cách Thanh Hà, Hình Đài 3 km về phía đông. Võ Đại Lang xuất thân cơ hàn nhưng thông minh hơn người, giỏi văn võ, thi đậu tiến sĩ, được bổ làm huyện lệnh Dương Cốc, hàm thất phẩm, công chính liêm minh.
Mùa đông năm 1992, gia tộc họ Võ cho xây dựng mới mộ cổ, dựng lại từ đường gọi là Võ Đại từ. Mộ huyệt có kết cấu như hình giếng, quan tài treo bằng gỗ nam mộc rất quý, không có đồ tùy táng. Gia tộc căn cứ vào xương cẳng chân trong huyệt mộ, cho rằng "Võ Đại Lang" là người cao lớn, khoảng 1,78m trở lên chứ không phải "tam thốn đinh xác thụ bì" tủn hoẳn như Thủy hử viết. Cũng theo người trong gia tộc, trong khu từ đường còn một tấm bia khắc từ đời Càn Long thứ 16 (năm 1751). Lúc ấy hoàng đế Càn Long xuống Giang Nam lần thứ hai, đi qua vùng này nghe nói Võ Thực có mộ mà không có bia mới ra khẩu dụ lập bia trước mộ và trồng 200 cây tùng bách xung quanh. Đáng tiếc là tất cả cây cối cổ thụ quanh mộ đã bị phá sạch vào thời Cách mạng văn hóa. Ngày 18 tháng 12 năm 2009, họa sĩ Thi Thắng Thần, hội viên Hội Mỹ thuật Trung Quốc, Phó hội trưởng Hội Nghiên cứu tranh liên hoàn tỉnh Hà Bắc, tự xưng là hậu duệ dòng đích của Thi Nại Am đã đến đền thờ Võ Đại Lang ở Thanh Hà, Hình Đài. Ông thay mặt cho hậu duệ của họ Thi bày tỏ sự xin lỗi và mong con cháu họ Võ, họ Phan tha thứ. Cùng với việc xin lỗi nói trên, họa sĩ hậu duệ họ Thi đã xin đúc lại tượng Võ Đại Lang và Phan Kim Liên, vẽ 16 bức tranh liên hoàn và đề thơ xin lỗi treo trong từ đường.
Tại bức họa Võ Đại Lang, Thi Thắng Thần viết:
"Đỗ soạn Thủy Hử Thi Nại Am
Võ Phan vô đoan mông trầm oan
Thi gia văn chương, Thi gia họa
Biếm bao ngật kim sổ bách niên
Lũy thế nhân duyên kim chung báo
Chỉnh dung trùng sóc triển nhân gian
Võ thị từ đường đoạn công án
Thi tính xuy trái, Thi tính hoàn”.
Tạm dịch: Sai lầm trong “Thủy Hử truyện” của Thi Nại Am, khiến hai họ Võ-Phan bỗng dưng bị oan khuất. Văn chương vẽ vời của họ Thi, đã che giấu sự thật mấy trăm năm qua. Nhân duyên bao đời nay đã có báo ứng, tu chỉnh lại dung nhan, tô đắp lại hình tượng. Từ đường họ Võ từ nay chấm dứt  án oan, họ Thi vay nợ thì họ Thi phải trả.
Sự thật thì Thi Nại Am chết vào đầu thời Minh Thái Tổ, còn Vũ Thực (theo văn bia) sống vào thời Minh Thành Tổ, cách nhau 30-50 năm. Bản thân văn bia cũng không ghi lại tên phu nhân của Vũ Thực. Các sách địa phương chí đều không có danh nhân họ Võ (Vũ). Thời nhà Minh không có ghi nhận tiến sĩ nào tên là Võ Thực. Tất cả thông tin đều là bịa đặt.